# Mitroúsi
Mitroúsi är en ort i Grekland.   Den ligger i prefekturen Nomós Serrón och regionen Mellersta Makedonien, i den nordöstra delen av landet, 300 km norr om huvudstaden Aten. Mitroúsi ligger 18 meter över havet och antalet invånare är 1 479.
Terrängen runt Mitroúsi är platt åt sydväst, men åt nordost är den kuperad.Runt Mitroúsi är det ganska tätbefolkat, med 192 invånare per kvadratkilometer. Närmaste större samhälle är Serrai, 7,5 km öster om Mitroúsi. Trakten runt Mitroúsi består till största delen av jordbruksmark.